# Rollo Carpenter
Rollo Carpenter (1965) (59 años) es un informático británico y el autor de Jabberwacky y Cleverbot, dos soportes lógicos basados en inteligencia artificial.  Carpenter trabajaba como director de las tecnologías de la información para una empresa especializada en la producción de software empresarial en Silicon Valley. Sin embargo volvió al Reino Unido para trabajar con la empresa Icogno.
En este momento es el Managing Director de la empresa Existor Ltd. Desarrolla Software basando en IA para la diversión, las relaciones interpersonales, la comunicación y la educación. Sus productos IA George y Joan ganaron el Premio Loebner en 2005 y 2006. En el año 2010 Carpenter ganó el premio de la Competición de la Inteligencia de Máquinas de la Sociedad Informática Británica (British Computer Society’s Machine Intelligence Competition).
Cleverbot, una inteligencia artificial conservadora adaptiva, tomó parte en una prueba de Turing formal junto a hombres al festival Techniche 2011 en el instituto técnico IIT Guwahati, India el 3 de septiembre. Los resultados de 1.334 votos fueron proclamados al día siguiente el 4 de septiembre. Cleverbot fue calificado de ser 59,3% humano, mucho más lejos de lo que se esperaba. Los participantes humanos consiguieron solamente 63,3%. “¡Qué cifra sorprendente! Es más que aun yo esperé, por no decir soñé,“ dijo el científico IA británico Rollo Carpenter durante una conferencia al festival Techniche. “Las cifras de ayer han sobrepujado 50% y se puede decir que Cleverbot ha aprobado la Prueba de Turing, aquí a Techniche 2011.” La manera y el comportamiento fueron descritos como una animada conversación que encantaba al público.
En ninguna de las pruebas había ni pensamientos analíticos ni una estrategia dirigida a forzar el Cleverbot. En este caso es seguro que sea completamente otro resultado.
Los responsables trabajan sobre el refinamiento del Cleverbot, que no es capaz de tener pensamientos lógicos propios. Por el momento solamente imita las conversaciones humanas.
La afirmación si puede supera esta dificultad es ambivalente y opinable.
Cleverbot casi recibió el título participante hablador al Techniche 2011.
Rollo es el hermano del artista Merlin Carpenter.